# Main Event der World Series of Poker 2018
Das Main Event der World Series of Poker 2018 war das Hauptturnier der 49. Austragung der Poker-Weltmeisterschaft in Paradise am Las Vegas Strip. Es wurde vom 2. bis 14. Juli 2018 ausgespielt.

## Turnierstruktur

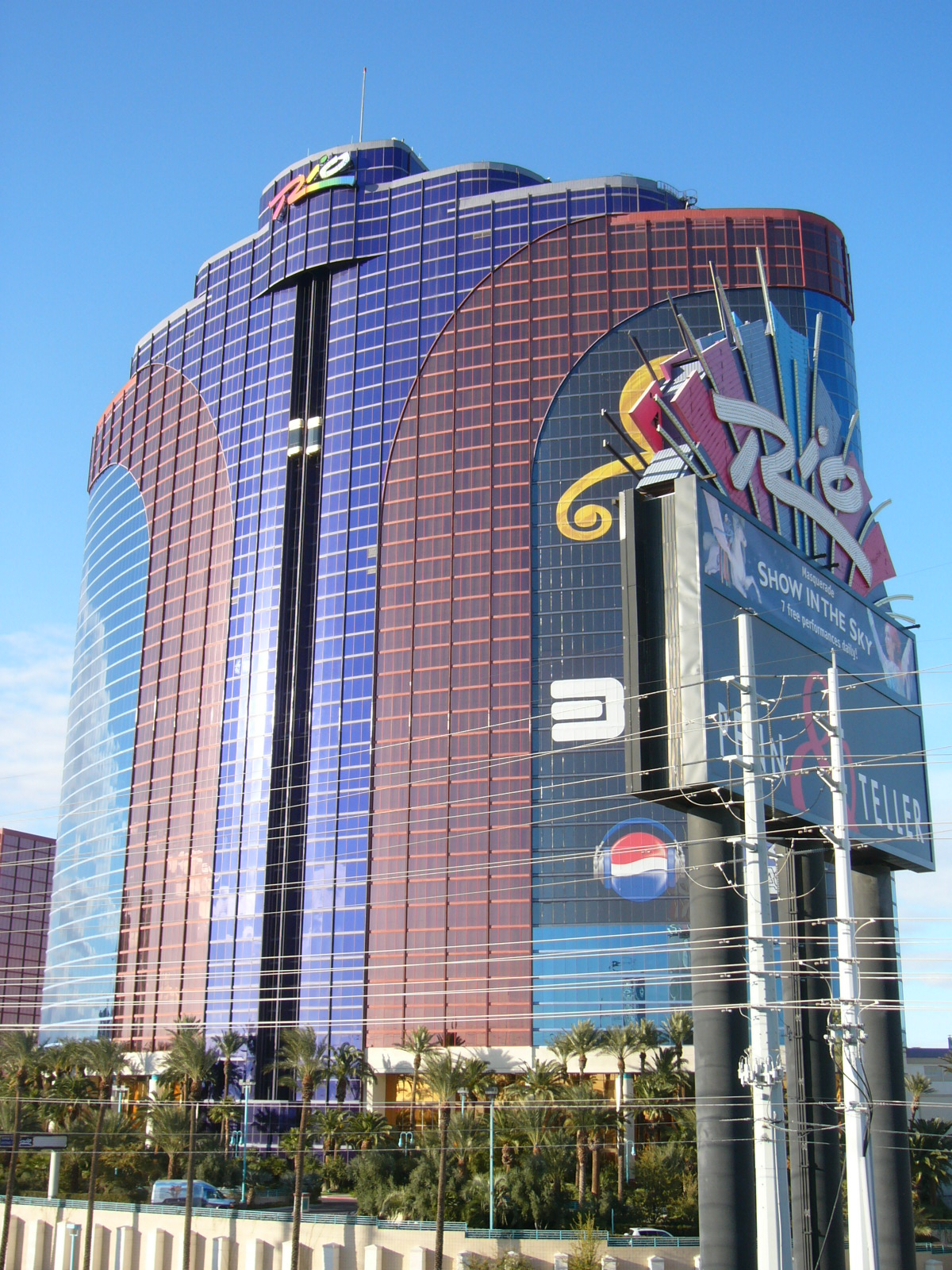
Das Rio All-Suite Hotel and Casino am Las Vegas Strip

Die Anmeldung des Hauptturniers der World Series of Poker in der Variante No Limit Hold’em war auf die drei Tage vom 2. bis 4. Juli 2018 verteilt. Anschließend wurde bis zum siebten Turniertag am 11. Juli gespielt, nach dem nur noch neun Spieler verblieben. Der Finaltisch wurde vom 12. bis 14. Juli 2018 ausgespielt. Das gesamte Turnier wurde im Rio All-Suite Hotel and Casino in Paradise ausgetragen. Die insgesamt 7874 Teilnehmer, darunter 301 Frauen, mussten ein Buy-in von je 10.000 US-Dollar zahlen, für sie gab es 1182 bezahlte Plätze. Beste Frau war, wie schon 2015, Kelly Minkin, die den 50. Platz für mehr als 150.000 US-Dollar belegte.
Anfang April 2019 wurde das Turnier bei den Global Poker Awards als Event of the Year 2018 ausgezeichnet.

## Übertragung
Der US-amerikanische Fernsehsender ESPN und die kostenpflichtige Streaming-Website PokerGO übertrugen in Zusammenarbeit mit Poker Central täglich mehrere Stunden des Turniers.

## Deutschsprachige Teilnehmer
Wie schon 2016 erreichte kein deutschsprachiger Spieler den siebten Turniertag. Folgende deutschsprachige Teilnehmer konnten sich im Geld platzieren:
| Platz | Herkunft    | Spieler             | Preisgeld (in $) |
| ----- | ----------- | ------------------- | ---------------- |
| 0048  | Osterreich  | Artur Koren         | 156.265          |
| 0065  | Deutschland | Michael Feil        | 108.745          |
| 0067  | Osterreich  | Mario Mosböck       | 108.745          |
| 0076  | Schweiz     | Stefan Huber        | 091.610          |
| 0160  | Deutschland | Tobias Ziegler      | 057.010          |
| 0173  | Deutschland | Andreas Kniep       | 049.335          |
| 0176  | Deutschland | Christopher Ahrens  | 049.335          |
| 0184  | Osterreich  | Roman Lanzerstorfer | 049.335          |
| 0187  | Deutschland | Kilian Löffler      | 049.335          |
| 0266  | Deutschland | Oliver Weis         | 042.980          |
| 0279  | Deutschland | Stephan Sieber      | 042.980          |
| 0283  | Deutschland | Daniel Engels       | 042.980          |
| 0300  | Osterreich  | Jürgen Wenigwieser  | 037.705          |
| 0313  | Deutschland | Paul Michaelis      | 037.705          |
| 0351  | Deutschland | Dennis Wilke        | 037.705          |
| 0441  | Deutschland | Fabian Gumz         | 029.625          |
| 0450  | Deutschland | Julius Malzanini    | 029.625          |
| 0483  | Deutschland | Johannes Becker     | 026.535          |
| 0500  | Deutschland | Rijad Hasani        | 026.535          |
| 0539  | Deutschland | Manig Löser         | 026.535          |
| 0587  | Deutschland | Yannik Hofmann      | 023.940          |
| 0646  | Deutschland | Arne Ruge           | 021.750          |
| 0661  | Deutschland | David Lehnen        | 021.750          |
| 0703  | Deutschland | Hans Joachim Hein   | 019.900          |
| 0704  | Deutschland | Peter Splettstößer  | 019.900          |
| 0782  | Deutschland | Khiem Nguyen        | 018.340          |
| 0892  | Osterreich  | Wilfried Haselmayer | 017.025          |
| 0919  | Deutschland | Daniel Peche        | 017.025          |
| 0929  | Deutschland | Andrea Klein        | 017.025          |
| 0930  | Deutschland | Dennis Kraus        | 017.025          |
| 0942  | Deutschland | Oliver Rusing       | 017.025          |
| 0951  | Deutschland | Dennis Martin       | 017.025          |
| 1025  | Deutschland | Marvin Rettenmaier  | 015.920          |
| 1046  | Deutschland | Julian Menhardt     | 015.920          |
| 1050  | Deutschland | Andreas Michelmann  | 015.920          |
| 1086  | Deutschland | Jan Schwippert      | 015.000          |
| 1111  | Deutschland | Max Altergott       | 015.000          |
| 1144  | Deutschland | Alan Widmann        | 015.000          |

## Finaltisch
Der Finaltisch wurde erreicht, nachdem der Chinese Yueqi Zhu seinen Stack von über 40 Big Blinds mit K♠ K♥ All-In gestellt hatte und in einen Spot gegen Antoine Labats K♦ K♣ und Nicolas Manions A♠ A♥ geraten war. Somit war Labat der Shortstack und Manion der Chipleader zum Start des Finaltischs am 12. Juli 2018. Mit Joe Cada saß ein Spieler zum zweiten Mal am Finaltisch des Main Events, er gewann das Turnier im November 2009.
Am ersten Tag des Finaltischs, dem achten Turniertag, musste Labat als erstes seinen Platz räumen. Der Franzose hielt erneut K♥ K♦, konnte mit dieser Hand jedoch nicht die Q♥ Q♣ des Ukrainers Artem Metalidi schlagen. Dennoch war es Metalidi, der den achten Platz belegte: Er brachte seinen Stack mit 5♦ 5♣ gegen Aram Zobians K♦ Q♦ in die Tischmitte. Auf 6♦ 5♥ 2♦ K♣ 4♦ lag er zunächst mit seinem Set vorne, verlor aber auf den River gegen Zobians Flush. Der Tag endete mit der Elimination des Australiers Alex Lynskey. Mit 6♦ 6♣ konnte er nicht gegen K♠ Q♠ von John Cynn, der bereits 2016 den elften Platz im Main Event belegt hatte, halten. Somit verblieben nach dem ersten Finaltag nur noch sechs US-Amerikaner im Feld, die alle ein Preisgeld von 1,8 Millionen US-Dollar sicher hatten. Deutlicher Chipleader war Michael Dyer.
Der zweite Tag des Finaltischs begann mit dem Ausscheiden von Aram Zobian. Er pushte 8♦ 6♦ im Blindbattle und wurde von Dyers A♥ 8♣ gecallt und geschlagen. Anschließend brachte der ehemalige Weltmeister Cada seine Chips mit 10♠ 10♥ in die Mitte und traf auf A♥ K♣ von Tony Miles. Letzterer traf einen König im Flop und eliminierte damit Cada. Danach spielten die verbliebenen Spielern über fünf Stunden zu viert und es gab einige Verschiebungen in den Chipcounts. Miles baute seinen Stack weiter auf und übernahm nach einer Hand gegen Dyer, bei der Miles mit 3♥ 3♦ ein Full House getroffen hatte, die Führung in Chips. Schließlich nahm Cynn mit K♠ K♣ Manion aus dem Turnier, der seine restlichen Chips mit A♠ 10♦ All-In gestellt hatte. Damit war der neunte Turniertag beendet. Die verbliebenen Spieler Miles, Cynn und Dyer hatten ein Preisgeld von 3,75 Millionen US-Dollar sicher. Miles besaß rund 60 % aller im Turnier vorhandenen Chips.
Am finalen Tag übernahm Cynn schnell die Führung in Chips. Anschließend nahm Miles mit A♠ J♥ den Shortstack Dyer, der A♥ 10♦ All-In gestellt hatte, aus dem Turnier und ging mit einer kleinen Führung ins entscheidende Heads-Up. Cynn und Miles spielten anschließend über zehn Stunden gegeneinander und machten den Finaltisch mit 442 gespielten Händen zum längsten in der Geschichte des WSOP-Main-Events. In der finalen Hand bluffte Miles mit Q♣ 8♥ auf K♥ K♦ 5♥ 8♦. Cynn callte mit K♣ J♣ und sicherte sich neben dem Weltmeistertitel ein Bracelet sowie die Siegprämie von 8,8 Millionen US-Dollar.

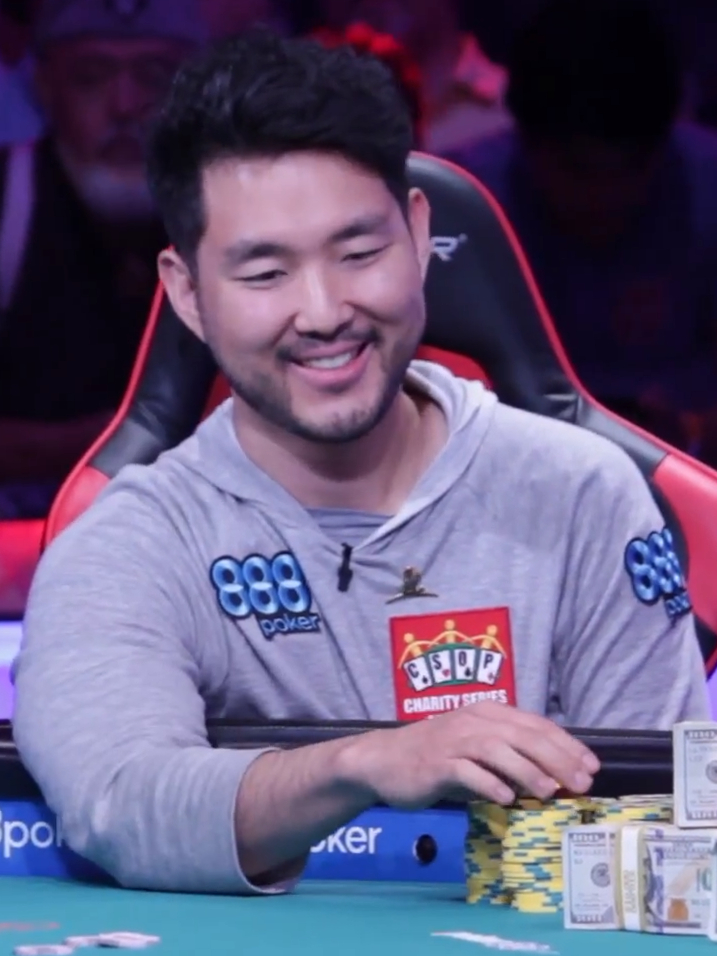
John Cynn (2018)

| Platz | Herkunft           | Spieler        | Alter * | Preisgeld (in $) |
| ----- | ------------------ | -------------- | ------- | ---------------- |
| 1     | Vereinigte Staaten | John Cynn      | 33      | 8.800.000        |
| 2     | Vereinigte Staaten | Tony Miles     | 32      | 5.000.000        |
| 3     | Vereinigte Staaten | Michael Dyer   | 32      | 3.750.000        |
| 4     | Vereinigte Staaten | Nicolas Manion | 35      | 2.825.000        |
| 5     | Vereinigte Staaten | Joe Cada       | 30      | 2.150.000        |
| 6     | Vereinigte Staaten | Aram Zobian    | 23      | 1.800.000        |
| 7     | Australien         | Alex Lynskey   | 28      | 1.500.000        |
| 8     | Ukraine            | Artem Metalidi | 29      | 1.250.000        |
| 9     | Frankreich         | Antoine Labat  | 29      | 1.000.000        |